# Henedina Abad
Henedina Abad (née Henedina Razon le 26 janvier 1955 à Sampaloc, Manille, et morte le 8 octobre 2017 à Quezon City) était une femme politique philippine.

## Biographie
Née le 26 janvier 1955, elle étudie au Miriam College puis à la John F. Kennedy School of Government de l'université Harvard. Elle travaille dans plusieurs organisations non gouvernementales, puis devient directrice de l'Ateneo School of Government à l'université Ateneo de Manila. 
Membre du Parti libéral, elle est élue députée de la circonscription législative de Batanes à la Chambre des représentants des Philippines de 2004 à 2007, puis de 2010 à 2017.
Elle est mariée à Florencio Abad, avec qui elle a quatre enfants,.
Elle meurt d'un cancer le 8 octobre 2017, à l'âge de 62 ans.

## Traduction
- (en) Cet article est partiellement ou en totalité issu de l’article de Wikipédia en anglais intitulé « Henedina Abad » (voir la liste des auteurs).